# SMURF2
La proteína E3 de ubicuitina tipo 2 (SMURF2, a menudo llamada simplemente ligasa de ubicuitina 2), es una enzima que en los humanos es codificada por el gen SMURF1. La nomenclatura SMURF2 proviene del inglés: Smad ubiquitination regulatory factor (factor de ubicuitinación regulatoria de las proteínas Smad). Es parte de la familia de enzimas «C2-WW-Hect» que controlan el ensamblaje de las adhesiones requeridas para la migración celular.

## Función
Smurf2 es una ligasa de ubicuitina específica para Smad reguladas por receptores, proteínas presentes en la vía de señalización celular de la proteína morfogénica ósea (BMP). Su acción es inhibitoria sobre las varias enzimas de la familia Smad. Una proteína similar presente en el género de ranas Xenopus está asociada con la formación del patrón corporal embrionario. Específicamente, SMURF2 participa en la coordinación de la elongación axonal y la polaridad en embriogénesis. SMURF2 es atraída por Smad7, localizada en las balsas lipídicas de las membranas celulares, con la subsecuente internalización, ubicuitinación y degradación del receptor TGF-beta por el proteasoma.

### Rap1B
En su función de ubicuitina, Smurf2 dirige el reciclaje de proteínas al asociarse a ellas y marcarlas para su destrucción. Smurf2 se encuentra ubicada en el extremo naciente del axón junto a otra proteína, Rap1B, cuya sobreexpresión conduce a que las neuronas del hipocampo sean multi-axonales. En contraste, la pérdida de la función de Rap1b, mediada por el uso de ARN de silenciamiento, previene la formación de axones, un fenotipo recuperado, por cierto, por la expresión de una forma constitutivamente activa de Cdc42. Una mutación en Cdc42 conduce a la pérdida de esta función que no puede ser rescatada por formas constitutivamente activas de Rap1b, por lo que éste debe situarse aguas arriba del Cdc42. Rap1b se concentra en una sola de las neuritas por acción de la degradación selectiva de la proteína inactiva en aquellas neuritas que darán lugar a las respectivas dendritas. Esta degradación es mediada por la actividad de ubicuitina de Smurf2. Smurf2 está dirigida hacia el cono de crecimiento axonal a través de la interacción de su dominio HECT junto con el dominio PDZ de la proteína de polaridad Par3, lo que permite su transporte mediante el acoplamiento de la subunidad KIF3A de la cinesina-2.

## Interacciones
La proteína SMURF2 ha demostrado ser capaz de interaccionar con:
- SMAD1,[1]
- SMAD2,[1][8][9]
- SMAD3.[1][8][9]
- SMAD5.[10][11][12]
- SCYE1,[12]
- SMURF1.[13]
- Ubicuitina C.[12][14]